# 洪山区
洪山区是湖北省武汉市的市辖区，武汉七个中心城区之一。洪山区位于长江之畔，东湖之滨。全区土地面积509平方公里，常住总人口約173万人，山水资源和人才资源都极为丰富。管辖区内有中南财经政法大学、华中科技大学、华中师范大学、武汉理工大学等高等院校16所；有国家重点实验室13个。"两院"院士44人，区内有武汉著名的科技一条街，东湖高新技术开发区。国家光电子信息产业基地"武汉·中国光谷"在东湖开发区落户。区人民政府駐珞南街道珞獅路300號。
洪山古名东山，唐贞观四年（630年）尉迟敬德在此监修弥寺。南宋端平年间(1234一1236年)，荆湖制置使孟珙为防范金兵南侵，上奏理宗皇帝颁发带金，下诏将随州大洪山幽济禅寺迁此，改东山为洪山，改弥陀寺为崇宁万寿禅寺。到明成化二十一年（1485年），又改为宝通禅寺，一直沿袭至今。

1986年以前，洪山区是武汉市的郊区，区域经济以农业为主。1986年以后是武汉市以城带郊的中心城区。全区自西向东呈半圆形，东抵鄂州市，南与江夏区接壤，西与武昌、青山两区相邻，北与黄陂区、新洲区隔江相望，是武汉的东大门。全区版图面积570平方公里，户籍人口82.6万，常住人口超过100万，辖8个街道6个乡镇。

## 建制沿革及历史事件
洪山地域自汉高祖六年（公元前201年）起至1949年10月中华人民共和国成立之前，均属武昌县管辖。

### 晚清
清朝末年，武昌县下辖乡，乡下辖里，里下设保，保下设甲。在现洪山区境内设南乡和北乡。其中南乡设上鹦鹉里（今青菱湖周围）和下鹦鹉里（今黄家湖一带），北乡设6里，即：保安一里、保安二里（即今东湖一带）；永丰一里、永丰二里（即今严家湖、洪山、花山一带）、招贤里、横山里（即今张家铺和青山一带）。

### 中华民国时期
在民国初期，沿用清末旧制。1927年武昌县进行区划调整，在今洪山区境内设10个乡，即：武丰乡、崇善乡（今北湖及东湖周围）、附城乡、南湖乡（今南湖周围）、英丰乡、恩场乡（今黄家湖、青菱湖周围）、昌明乡（今石咀村）、永丰乡（今花山、洪山、游家庙一带）、八吉乡（今八吉）。
1934年武昌县进行区划调整，在今洪山区境内设第六区和第七区。其中第六区设26个乡，即：近港乡、山内乡、山外乡、丰乐乡、永寿乡、胡墩乡、洪庙乡、东乡、圣化乡、沙口乡、天兴乡、小乙乡、海西乡、石山乡、游家庙乡、竹桥乡、火官乡、堰房乡、关庙乡、温洲乡、吴立乡、武丰下乡、善后乡、从大乡、梅大乡；第七区所设的乡在今洪山区境内的有鲁家乡、驼子店乡、福寿乡、王店乡。
1946年，武昌县进行区划，设新安乡（今鲁巷）、永丰乡（今王家庙）、福寿乡（驼子店）、招贤乡（今张家铺）、八吉乡（今向家祠）、文明乡（今石咀）、青山镇（含今洪山区的铁铺岭、武丰、贾家岭、余土库、方家岭、火官、温洲、法华、楠木、天兴、挽月、演佛、胡墩、渡口、洪吉、新集、崇阳、芦家岭等村）。

### 中华人民共和国
中华人民共和国成立以后，即从1949年10月至2000年，洪山区在武汉市城市化进程中，区划建置不断变化，主要是：
1949年11月，武汉市在江南地区设3个郊区，即洪山区、武泰区和挹江区。其中洪山区位于东湖和沙湖之间，区机关驻官园湾1号，辖官园、武珞、沙湖、东亭4乡。武泰区区机关驻武昌万佛林，辖白沙、莲溪、佛林、楠木、永安5乡。挹江区机关驻武昌王家墩，辖建设、解放、和平3乡。
1951年4月，为了加强对民主改革和经济恢复工作的领导，中南军政委员会和武汉市调整区划，将洪山、武泰、挹江三个郊区合并为武汉市第八区（武昌郊区），区机关驻地在武昌官园湾1号。辖解放、建设、和平、官园、武珞、沙湖、东亭、白沙、佛林、永安、楠木、莲溪、12乡。
1952年7月，武汉市撤销第八区（武昌郊区），分设南湖和东湖区。其中南湖区，区机关驻武昌苗园，辖永安、楠木、佛林、洪福、李家桥、青菱、花园、石咀、杨泗矶、老桥、马驿、王家店、谭庙。谭佛、九夫、安家、湖口、油坊岭、宗黄、福乐、沧海、乌龙22乡；东湖区区机关先后在武昌曹家花园、周家湾、中高家湾等地。辖武珞、三合、鲁巷、东湖、磨山、官园、龙王、溪桥、沙湖、东亭、杨湖11乡。
1955年2月，武汉市将东湖区和武昌县的第七区合并，成立洪山区。区机关驻武昌高家湾。辖洪山、武珞、莲溪、鲁巷、磨、长山、三合、联合、中合、花山、春和、山湖、白浒、沿江、同意、太鲁、大吴、刘黄18乡和中南路街、武珞路街2个街道办事处。
1956年6月，武汉市撤销南湖区将武汉市江南的3个郊区（洪山区、南湖区和青山区）合并为洪山区和青山区。将原属洪山区管辖的花山、中合、春和、联合、大吴、刘黄、山湖等7个乡划归青山区，又将原属武昌区管辖的陆家街、千家街、珞珈山街划归洪山区，此时洪山区又将33个小乡合并为莲溪、东亭、南湖、喻家山、长春、长江、九峰、游庙、驼子店、黎明、建设、红旗、和平、联合、天兴、前进、友谊、胜利、白浒等19乡，中南路街、珞珈山街、千家街、陆家街等4个街道办事处。
1958年8月，武汉市将市郊各小郊区撤销，而成立了武汉市郊区，区机关驻地在汉口万松园路2号，1959年2月又迁至武昌街道口珞喻路6号，即今洪山区机关驻地。郊区成立后，先后将小乡合并成立10个农村人民公社。即：红旗（后改为南湖）、长青（后改为青菱）、关山、红焰（后改为花山）、东风（后改为北湖）、武东、和平、五一（后改为葛店）、先锋（后改为汉桥）、红星（后改为岱山）。其中汉桥、岱山、葛店3个公社于1960年7月划出。
1960年4月，武汉市通过了《关于加强领导，发动群众，开展城市人民公社化运动的决定》，从5月至7月在原行政区划的基础上，建立9个以区为单位，以大型工厂企业、机关、学校为骨干的城市人民公社，撤销武汉市郊区，原郊区所辖的农村人民公社就近划给各城市人民公社管辖。7月6日成立洪山（城市）人民公社。管辖武珞、珞珈山、滨湖、水果湖、东湖风景区等5个分社。
1961年3月武汉市将洪山区人民公社和关山人民公社合并，恢复行政区建置，成立武汉市洪山区。尔后，将原由洪山和关山两个城市人民公社所管辖的农业生产管理区改为农业公社；同时将原城区公社建置撤销，恢复街道办事处。1963年6月，为便于管理，将武昌区辖的花山、尤庙两个公社划归洪山区，又将洪山管辖的和平、联合两个公社划归武昌区。此时的洪山区辖东亭、莲溪、南湖、鲁巷、花山、尤庙、九峰等7个农村人民公社和喻家山、水果湖、珞珈山、中南路、武珞、滨湖、关山等7个街道办事处。
1964年8月，武汉市为加强对市郊农村工作的领导，成立洪山和汉桥两个郊区。原属洪山区管辖的喻家山、关山、珞珈山、武珞路、中南路、水果湖、滨湖等7个街道办事处划归武昌区；原武昌区辖的和平、联合、青菱、石咀等4个农村人民公社划归洪山区；原属青山区辖的环城、天兴、建设、黎明、红旗、火官、白浒、沿江等8个农村人民公社划归洪山区。加上洪山区原有的莲溪、东亭、南湖、鲁巷、九峰、尤庙、花山等7个农村人民公社，洪山区此时辖19个农村人民公社。为了便于实施领导，洪山区对所属公社建置又作了调整：同年8月，撤销沿江公社并入白浒公社；1966年3月撤销火官公社，分别并入建设、红旗公社；同年4月撤销莲溪公社和东亭公社合并而为洪山公社。至此，洪山区辖和平、联合、青菱、石咀、环城、天兴、建设、黎明、红旗、洪山、南湖、鲁巷、九峰、尤庙、花山、白浒等16个农村人民公社。
1966年5月，“文化大革命”运动开始，洪山区也同全国一样处于混乱无序的状态。中国共产党武汉市洪山区委员会和武汉市洪山区人民委员会以及全区的经济建设都遭到严重的冲击和破坏。1968年2月，洪山区革命委员会成立。1975年2月根据武汉市的决定，调整洪山区所属的农村人民公社体制，将16个公社合并为7个公社。即：洪山、鲁巷、南湖合并为洪山公社；青菱、石咀合并为青菱公社；九峰、尤庙合并为九峰公社；花山、白浒合并为花山公社；黎明、建设、红旗合并为建设公社；环城、联合、和平合并为和平公社；天兴公社。
1976年1月武汉市行政区划进行部分调整，将汉桥区撤销并入洪山区，此时，洪山区成为环绕武汉市的大郊区。辖有洪山、青菱、和平、花山、建设、九峰、天兴、江堤、永丰、长丰、后湖、谌家矶等12个公社和琴断口、唐家墩2个街道办事处。
1984年1月，根据中国共产党中央委员会和国务院关于实行政社分开，建立乡人民政府的指示精神，洪山区所辖农村人民公社改为乡。
1985年1月，武汉市为适应大城市改革开放的需要，推行以城带郊的城区管理体制，因此将洪山区管辖的江堤、永丰、长丰、后湖、谌家矶等5乡以及琴断口、唐家墩、岱山（1980年1月成立的街道）等3个街道办事处分别划为硚口区、汉阳区和江岸区。
1986年7月，武汉市进行区划调整，将原由武昌区管辖的关山街、狮子山街、葛化街以及珞珈山的大部分组建成的珞南街，划归洪山区管辖；1987年1月，又将原属鄂州市的左岭镇划归洪山区。至此，洪山区管辖天兴、和平、建设、洪山、青菱、九峰等6个乡，花山、左岭街2镇以及关山、狮子山、珞南、张家湾、葛化、红旗等6个街道办事处。
1993年7月左岭镇同葛化街合署办公；1994年青菱乡同张家湾街合署办公。
2003年，区委、区人大、区人民政府和区政协机关迁驻珞狮路318号。
2006年，撤销和平乡与洪山乡，设立和平街办事处与洪山街办事处。

## 地理环境与物产资源
洪山区属亚热带季同湿润区，光能充足，雨量充沛，为生物资源提供良好条件。境内磨山、桂子山、喻家山、九峰山、马鞍山等四季常青。树荫成行，花卉繁多。成片的校风光、田园风光和道路景观在武汉市内形成鲜明特色。
区内树种72种以上。用材林有松、栋、枫香、柏、苦惊、刺槐、柳等八种乡土树及泡桐、池杉、水杉、杉林、落羽松、湿地松、川柏等七种引进树：经济林有油桐、板栗、枇杷、桃、李、梨、枣、桑等八种乡土树及油菜、核桃、苹果、柑桔、山植、猕猴桃、草莓、茶叶等八种引进树。此外，还有丰富的园林绿化树种、花卉、竹类和草皮。在偏远的垄岗深处，有野生块根植物和野生果及药材，有可食用的野菜：地米菜、野克菜、野韭菜、首稽、马齿克等。在湖边沼泽地，有黎蒿、野蒿芭、芦苇。在湖面上有浮萍、水葫芦、水浮莲等水生植物，湖内有野藕、野菱角、鸡头包等。

### 气候特征
洪山区属亚热带季风湿润区，光能充足，热量丰富，雨量充沛，水热同季、四季分明、干湿明显，无霜期长，适宜蔬菜等农作物的生长和渔牧业的养殖。全年平均日照时数为1950～2050小时，太阳輻射总量为106～110卡／平方厘米，无霜期平均为240～205天，年平均降水量为1150～1190毫米，并与光热同季，主要集中在农作物需水的4-8月。光、热、水资源丰富，并且具有组合优势，为农业、渔业、畜牧业的发展提供了优越的气候条件。但是，区内光、热、水分布不均匀，变化较大，冬、夏季日照相差约一倍，一年中气温变化大，最热的七月份平均气温29°C左右，最冷的元月份平均气温4°C，存在着夏季高温，冬季冷冻等弊端。降雨量一般集中在4-8月，通常春夏多雨，秋冬少雨，在季节上分布不匀，春季阴雨连绵，夏季大暴雨，突发性强，日降雨量最多达248毫米，秋冬降雨较缓和，冬季时有干旱发生。
洪山地区年均气温16.3°C，农业界限温度高于5°C者为283天，高于10°C者235天，高于20°C者136天，无霜期236天，年均日照时数2087时，年均降雨量1163mm。加上长江环绕全区东北西三面湖泊星罗棋布，地势略有起伏。故湖泊效应、垄岗效应、城市效应明显。这些气候因素的综合影响为洪山区蔬菜生产创造了优越条件。

### 地质水文

#### 地层
洪山区的地层属于跨及秦岭、扬子两个一级地层区，第四纪堆积物分布最广，占总面积的80％以上，基岩仅在南望山、喻家山、九峰山、狮子山等低山处有出露。
新生界第四系全新统为冲积层、湖积层、湖冲积层。主要分布在天兴洲、和平、建设、青菱等Ⅰ、Ⅱ级阶地处。洪山区珞南街、关山街、狮子山街、洪山乡南湖一带等为新生界第四系中更新统冲洪积粘土层，属三级阶地，厚度10一40粘米。九峰山、马鞍山、南望山、喻家山、狮子山等低山处为志留、泥盆、石炭、二迭系砂岩、页岩、灰岩、白云质灰岩等。

#### 地质构造
洪山区在大地构造上位于淮阳山字型构造南孤西翼，主要受控于燕山期构造运动，表现为一系列走向近东西至北西西的线型榴皱，及北西、北西西、北东和近东西的正断层、逆断层及逆掩断层。
本区分布地层有古生界砂岩、页岩、灰岩及泥岩；中生界的砂砾岩、砂岩、页岩及泥岩；新生界的粘性土、砂、砂砾石等，志留系页岩常组成背斜轴部，背斜两翼依次为泥盆、石炭、二迭、三迭各岩层。三迭系地层常组成向斜的槽部。由于强烈的南北向压应力作用，形成了东西向的紧密褶皱，并伴随压扭性断裂。
在南北向主应力支配下，还发育有其它次一级的构造，即北北东及北北西两组张扭性断裂。
本区现代构造运动呈现慢慢下降的性质，新构造运动升降幅度不大，是一个相对稳定地带。

#### 矿藏
现已探明洪山区内矿产类有玻璃石英矿、建筑石材、砖瓦粘土、水泥粘土、还有矿泉水。
玻璃石英矿在九峰大长山一带，约800万立方。建筑石材分布在花山、九峰、左岭。砖瓦粘土在花山、九峰、左岭、建设、洪山等乡镇。水泥粘土在九峰、和平和建设乡，都未开采。
马鞍山森林公园有一矿泉井，储量较大，正准备开发。左岭镇泉井村也有一口矿泉井，是一地下喷泉，储量较大，也在开发之中。
湖北省商业专科学校操场和洪山乡幸福村这两个地方有地热。商业专科学校操场地热在37．5℃--23℃之间。

#### 地形特征
洪山区地貌以平原为主，有山有水，水阔地宽，西北略低，东南略高。全区93％的土地低于海拔40米，平均高程为海拔25.3米，最高点为九峰乡与江夏区交界处的丁管山，海拔201米，最低处为北港村17.3米。丘陵岗地分布在花山、九峰、洪山、青菱等乡镇内。辖区内桂子山、喻家山、南望山、九峰山、花山、白浒山等由中部向东部连绵延伸，与南湖、严东湖、严西湖等天然湖泊交相呼应。境内中部、自西向东有低岗伸延，东部则以垄岗平原为主。丘脊岗坡多、呈东西走向，形成较大范围的天然屏障。区内的长江岸长约66.2公里。境内大小山峰，一般座东向西，呈带状延伸，湖泊14个，山水相依，河汊相错，自然景色十分壮观。
按地貌成因类型可分为低山丘陵、剥蚀堆积平原及堆积平原三个类型。

#### 低山丘陵区
主要分布在区内花山、九峰乡及左岭镇、关山街，由南望山、喻家山、九峰山、花山、白浒山、马驿山等多个低山丘组成，呈近东西向断续展布。低山坡角较缓，为10一35°，海拔高程一般在80-120米。标高100米以上者多见有基岩出露，标高100米以下的低丘及山间凹地多为近代残坡积物堆积。全区最高点为九峰乡的马驿山，海拔177.05米。

#### 剥蚀堆积平原区
主要分布在区内珞南街、狮子山街、关山街、洪山乡一带，相当于长江三级阶地，主要由中更新统（Q2）洪冲积层粘土、粘土夹砂砾石组成。海拔高程一般25-45米左右。其上沟谷发育，呈垄岗波状地形特征。

#### 堆积平原区
主要分布于区内长江岸边，如建设、和平、青菱、洪山乡、天兴洲一带。由全新统（Q4）冲积亚粘土、亚砂土及湖积、湖冲积的淤泥、淤泥质粘土、亚粘土组成。相当于长江的一级阶地及河漫滩，海拔20-22米，高出长江水面1-7米，地势平坦、开阔、微向江心倾斜。
洪山区地处江汉平源中下游地段，属中亚热带向北亚热带过渡的生物气候地带，境内地形由丘陵、垄岗平源、平坦平原三种地貌单元构成。

#### 土壤类型
区内土壤有潮土、水稻土、黄棕壤土和少量红壤土四个土类。根据地形特点可划分为“三个类型区”，即：环城平原菜副食品生产区。主要构成为冲积平原和湖积平原，生产条件较好，以潮土类为主，地势平坦，土壤肥力较高，抗旱能力强，是蔬菜生产的主要基地。东部垄岗粮林多种经营区。为鄂东南低山丘陵的延伸部分，有82个山头，地形波状起伏，垄岗相间。垄岗下部以水稻土为主，肥力度、水、气、热等资源状况良好是粮食、油料的主要产区。垄岗中部以黄棕壤土为主，土质粘性重，供肥性差，但可人为改造成性状较好的白散土、黄土，以种植果树等经济作物为主。垄岗上部为少量红壤土，酸性强，土层薄，肥力低，水土流失严重，仅为林业利用。水产养殖区分布在全区各乡镇，湖泊、塘堰、精养鱼池汇集了大面积地表径流，蓄积养丰富的有机物质和无机盐类，加上菜叶边皮，城市生活污水和工副业残渣等构成了丰富的饵料资源，滋养着水生动植物。

#### 分布
宜于粮油生产的土地4万亩，主要分布在花山镇8335亩，左岭镇8085亩，建设乡5205亩。次适宜土地以建设乡为最多，其次是青菱、九峰、花山等乡镇、共有次适宜土地27万亩。
就土地利用现状而言，左岭镇的粮油用地占其面积的70％以上，占全区粮油处植面积的24.2％以上。花山镇粮油生产面积占全区18.5％，九峰占21.8％。
宜于林果发展的土地有2.6万亩，集中分布于九峰乡的垄岗地带。
本区中淤积平原、垄岗平原土层深厚、肥力较高。即使在岗坡地区，黄土发良良好，质地粘重，表层疏松，宜于林木、果树生产。岗地中、上部则以死黄土、红壤为主，这些土壤虽肥力较低，致使生产性能差，但发展林木业有利水土保持和有机质积累。
宜于蔬菜生产的潮土面积76383亩，主要分布于冲淤积平原20m-30m高程带，其中灰潮土占91％以上是蔬菜生产的最适宜土壤。另一种适宜蔬菜的土壤是黄棕壤，有12278亩，其中大部分分布于20-30m高程带，另外30-40m高程带也有相当多的分布。

#### 地表水
洪山区地表水资源非常丰富。长江从洪山区西南流人，从洪山区东北出境，流程75公里，水位通常在14．57～20．  05米。除长江外，还有巡司河，它发源于汤逊湖，经武太闸流入长江，全长16公里。湖泊塘堰在区内星罗棋布，是著名的“江汉湖群”的重要组成部分，有大小湖泊14座，常年水面面积113km²，可蓄水2．46亿方。按自然特征可分水系包括汤孙湖水系（汤孙湖、黄家湖、青菱湖、野湖），东沙湖水系（东湖、沙湖），北湖水系（严西湖、清潭湖、严东湖），天兴水系（长江中一个孤立的江心洲）。全区水面积19．9万亩，占洪山区总面积的23．3％，在全国大城市区域中居首位。

#### 地下水
洪山区地下水按含水岩层性、赋存条件可以分为三大类：松散岩类孔隙水、碳酸盐岩类岩溶裂隙水、碎屑岩类裂隙水。
孔隙潜水含水层断续分布于区内长江一级阶地前缘及长江心滩白沙洲。其含水层顶板埋深几米至二十几米。承压水头埋藏较浅，一般为2一6米，水量较丰富，易开采。
碳酸盐岩类含水层位于区内灰岩、白云质灰岩地层中，多被第四系地层覆盖，岩溶裂隙水含水层的富水性极不均一，在岩石破碎、断裂发育，岩溶发育处，岩溶水明显富集。
碎屑岩裂隙水含水层分布于区内砂岩、粉砂岩、砂砾岩、砾岩地层的断层、裂隙带中，大多为第四系粘性土层覆盖，富水性也极不均一，断裂破碎带发育部位水量较丰富，断裂发育较差则水量较小。
另外，区内还有几口古井：街道口一带的四眼井，井径0．5米，深40米，井下有4个天然水眼，20世纪50一60年代以前是当地居民汲水处。该井在修建烙瑜路时遭毁弃。优虎山的卓刀泉有一泉井，马鞍山村及左岭各有一泉井。
区内地下水化学类型主要为重碳酸盐类地下水，各类地下水矿化度一般均小于：克／升，属低矿化度淡水，水质较好。

### 土特产

#### 武昌鱼
毛泽东主席1956年5月31日畅游长江，写下了脍炙人口的名篇《水调歌头·游泳》，词开头两句就运用典故说明自己的行踪：“才饮长沙水，又食武昌鱼。”随着毛泽东同志《水调歌头·游泳》在全世界的传播，武昌鱼名扬天下。由于水产科技的发展，武昌鱼人工繁殖的问题得到解决。武昌鱼不仅在全国29个省市安家落户，而且还作为对外交流的友好使者，先后到日本、美国、墨西哥、刚果等国家“安家”。
武昌鱼得名已有1726年的历史。要说武昌鱼，先得谈武昌。公元221年，三国时代吴国的开国君王吴大帝孙权，徙都湖北省鄂州，取“武而昌之义”，改“鄂县”为“武昌”。265年，吴国末代皇帝孙皓再度自建业（现江苏省南京市）迁都“武昌”，其左丞相陆凯上疏，引童谣云：“宁饮建业水，不食武昌鱼，宁还建业死，不止武昌居。”，作为反对迁都的依据。据这一文字记载，武昌鱼得名已有1726年的历史了。
武昌鱼的学名为团头鲂。团头鲂是1955年到别鉴定的一种新鱼种，是经过华中农业大学教授易伯鱼在湖北省内梁子湖实地调查大量材料，经分析研究后定名为团头鲂的。
1955年，易教授在湖北水生生物研究所编辑的《水生生物学集刊》第二期第115页至122页撰文：《关于鲂鱼（平胸鳊）种类的新资料》中，把团头鳊同三角鳊进行了比较研究，团头鳊具有以下主要特点：一，团头鳊吻端钝圆，同三角鳊比较，口宽些，上下曲颌曲度小：二，团头鳊的头长一般略短于三角鳊：三，团头鳊尾柄最低的高度总是大于长度，三角鳊尾柄的长度和最低高度几乎相等：四，团头鳊瞟的中室是最膨大的部分：五，团头鳊腹椎和肋骨13根，三角鳊腹椎和肋骨10根：六，团头鳊的体腔全都是灰黑色的，三角编为白色，带有浅灰色的色素。还有目眶上骨、腮耙等方面的特点。通过比较分析研究后，易教授认为，团头鳊与三角鳊区别非常明显，应把原来鲂鱼的学名保留给三角鳊，另为团头鳊定一个新学名，应为团头鲂。
1957年，毛主席《游泳》诗发表后，有人认为，武昌鱼就是指鄂城的樊口鳊鱼，当时，易教授认为，樊口鳊鱼包括三种，即团头鲂，三角鳊，长春鳊，其中只有团头鲂是梁子湖的特产，三角鳊、长春鳊在全国分布很广，不能把这两种鳊鱼叫武昌鱼。也就是说，现地跨武汉市洪山区和鄂州市的梁子湖，在历史上属“武昌”辖地，只有梁子湖的特产团头鲂，才算得上正宗的武昌鱼。
历代诗人，以武昌鱼借喻乡关之情，赞美武昌鱼这一美味珍馐。苏东坡诗云：“长江绕廊知鱼美”，也是指武昌所产而言的。南北朝时代的大诗人庾信，在《奉和永丰殿下言志十首》诗中写道：“还思建业水，终乙武昌鱼。”唐代大诗人岑参在《送费子归武昌》诗中写道：“秋来倍忆武昌鱼，梦著只在巴陵道。”南宋范成大1177年8月，途经鄂州，在《鄂州南楼》诗中写道：“却笑妒乡垂钓手，武昌鱼好便淹留。”历代诗人食了肉味鲜美的武昌鱼，“终忆难忘”，形诸笔墨。武汉市洪山区东南隅靠近梁子湖，梁子湖是武昌鱼的母亲湖。洪山区有可养鱼淡水水面172万公顷，年产鲜鱼两千万公斤。以烹调武昌鱼著称的全国一级厨师卢永良，就生长在洪山区的养鱼之村。他做的清蒸武昌鱼、花浪武昌鱼、杨梅武昌鱼等，使人食而回味无穷。

#### 保丰绿茶
保丰绿茶，即武汉市洪山区九峰乡保丰村林场生产的绿茶，其品种有毫锋、银芽、龙井、毛尖、珍眉等。保丰绿茶于1971年问世，便非同凡响，1982年首次参加武汉市茶味评比便获奖，此后，不仅在市级评比中年年获奖，还进入湖北省名优茶的行列。1986年保丰毫锋被评为省优良产品，次年被评为省优质产品。1993年上了一个新台阶，毫锋与银芽均获省一等奖。1994年，毫锋获省优良奖，银芽获省特等奖。在全国性的“94中国陆羽杯”茶叶评比中，荣获一等奖。自此，保丰绿茶不仅名满三镇，还在《湖北名优茶》一书占有一席之地：不仅进入全国名茶行列，还受到联合国环保组织官员以及朝鲜、泰国、日本等国际友人的赞誉。保丰绿茶不愧为江城茶中佼佼者。
保丰绿茶之所以成为享誉神州的名优茶，首先得益于茶树生长的优势。保丰茶园在群山环抱之中，繁茂葱笼的林木使这里气候湿润，空气清新，茶树植根的土壤深厚肥沃，加之管理精细，构成了茶树生长良好的生态环境，不仅老龄茶树保嫩性强，幼龄茶树苗壮成长，而且使茶树叶上的叶绿素、蛋白质、氢基酸、芳香油等也含量丰富，这便为制成上等好茶提供了物质基础。

#### 洪山菜苔
洪山菜苔，俗称红菜苔，色紫红、花金黄，是武汉地区的特产。据史籍记载。红菜苔在唐代已是著名的蔬菜，历来是湖北地方向皇帝进贡的土特产，曾被封为“金殿玉菜”，与武昌鱼齐名。它营养丰富，含有钙、磷、铁、胡萝卡素、抗坏血酸等成分，丙种维生素比大臼菜、小白菜都高，且色泽艳丽，质地脆嫩，为佐餐之佳口。洪山菜苔，尤以洪山宝通寺至卓刀泉九岭十八岭十八凹一带出产的品质最佳。优质红菜苔只产在洪山，若迁地移植，不仅颜色不同，品味也有差异。民国初年，黎元洪离开湖北，到北平当大总统时，每临冬天，必派专差到洪山来运红菜苔。由于长途大批运输。鲜菜运到北平后，时间一久，菜苔失去原有的色泽和鲜昧，感到美中不足。于是有人出谋把洪山的泥土装上几火车皮运往北平试种，结果，菜苔虽长出来了，但色不红，味不鲜。试种失败，更感到洪山菜苔之可贵，以后不得不沿用老办法，用火车成批运送菜苔到北平。
湖北土特产以往有这样的顺口溜：“黄州萝卜巴河藕，洪山菜苔孝感酒”，而洪山菜苔更受大家的青睐。所以清代诗人陈广敷写诗赞道：“紫干经霜脆，黄英带雪娇，晚藕珍黑白，同是楚中翘。”中华人民共和国成立后，在中央工作的湖北籍领导同志，如董老和李先念主席等，都深爱家乡土产，每年冬春托我省派专人在洪山采购菜苔，交便机捎往北京供老同志佐食。党的十一届三中全会后，有一年春节前，武汉有位个体户，运了一汽车洪山菜苔到广州试销。那边的湖北同乡看到多年未见的家乡土特产，都很高兴，便分运了一部分到香港。时值春节前夕，在港的鄂籍同胞看到洪山菜苔，倍感亲切，争相竞购，一时店前道塞，供不应求。经营者为了让更多的人分享家乡特产昧，就一把分成四把出售，有一位鄂籍老同胞购到一把菜苔，无限感慨地说：“每逢佳节倍思亲，洪山菜苔传乡情。”
多年来，为了保持和提高洪山菜苔的优良种性，洪山区蔬菜主管部门的科技人员与华中农业大学园林系的师生们一起从“胭脂红”品种中，以早熟为目标，进行系统的选育生产，培育出“十月红”“大股子”洪山菜苔新一代优良品种。现有仅洪山区每年栽种洪山菜苔面积就在七千亩左右，产量800—900万公斤。每年８月下旬播种，11月上旬开始收获上市，至翌年春分前罢园，二、三月是上市高峰期，应市时间长达５个月。每届春节几乎家家必备，是春节期间待客、送礼的佳品。且食用方便，荤食、素炒、淹制都具有独特的风味。

#### 天兴韭黄
地处长江武汉河段中心、四面环水的天兴乡（即天兴洲），面积约２５平方公里。地势平坦，土质肥沃，适于种植蔬菜瓜果。
天兴韭黄引种自四川成都的优良品种——犀蒲韭中的铁杆子，叶片宽，假茎长而粗壮，质地细嫩，味道鲜美，含有丰富的蛋白质、脂肪、碳水化合物、无机盐、钙、磷、铁、胡萝卡素、多种维生素和其它人体生理不可缺少的营养物质，对坏血病、高血压等多种疾病有辅助疗效。
1989年，市科委将天兴乡列为武汉市韭黄生产基地，种植面积800余亩，具有年产韭黄10多万公斤、韭青560多万公斤、韭花３万多公斤的能力。

#### 青菱莲藕
位于武昌南郊的青菱乡，河渠纵横，大、小湖泊密布，大江南水乡之特色。107国道两侧，荷塘一个接着一个，左侧有烟波浩瀚的黄家湖，右边有一望无垠的青菱湖，还有名不见经传的野湖、柴湖等。湖周围浅水的地方盛产莲藕，每到夏季，荷花盛开，其美景，其雅趣，令人难以忘怀。
青菱乡现有面积68平方公里，黄家湖为6000亩，青菱湖为9000亩，野湖3400亩。所产莲藕原系野生，上世纪70年代后实行人工栽植，产量迅速提高，成为武汉人民日常生活喜爱的佳品，并向国内外开拓市场。青菱莲藕为娘汤的上乘配料，煨出的肉汤颜色纯正，味道甜美，粉烂爽口，故有与月湖藕齐名之说。

#### 天兴洲西瓜
天兴洲的西瓜在湖北、武汉一带颇有名气，其特点是瓜皮薄，水份足，含糖度高。
天兴洲是由长江上游泥沙冲积而形成的，四面环水，成为“武汉火炉”中的一个昼热夜凉的“特区”，而且土质松软肥沃，耕层深厚，透水性强，这种得天独厚的自然条件，对西瓜的生长极为有利。在一般情况下，天兴洲的西瓜含糖量比其他地区高２－３度。因此，天兴洲的西瓜誉满武汉三镇，天兴洲被江城人民称为“江心瓜洲”。
天兴人种西瓜，历史悠久，大致可划分为三个阶段：早在清朝末年，一群逃荒的贫苦农民从河南、安徽等地来到天兴洲安家落户，他们开垦荒地，以种植小麦、黄豆、玉米等粮食作物为主，少数农户也从河南、江西引进一些西瓜种植，虽然种植的数量不多，但从此开始了天兴洲种西瓜的时代。那个时期都是种的大籽西瓜，主要品种有：三义瓜、黑油皮瓜、黑桃皮瓜等。
解放后，西瓜种植有了较大发展。据统计，1951年种植西瓜1000亩左右。1958年，其种植面积有2000多亩，约占耕地总面积的25%。1969年至1972年间，西瓜种植面积达到耕地总面积的30%。为了纯洁西瓜品种，提高产量，1971年开始“南繁”育种〈到海南岛育种〉，引进小籽西瓜“杂交一代”。试种的结果证明，这种小籽西瓜肉汁多，含糖度一般达到10度左右，产量也很高，平均亩产达到7-8千斤。1973年第二批育种小分队到海南育种，从海南带回了一批杂交良种，在天兴洲全面推广种植小籽西瓜，从此淘汰了大籽西瓜。
党的十一届三中全会以后，天兴乡逐步建立和健全了西瓜生产的科研机构和专业技术伍。除乡农科所外，乡农办也重点抓西瓜生产。1979年至1980年，又先后派出两批人马到广西南宁搞杂交制种，培育良种，大力推广新培育的“新澄杂交一代”、“郑杂五号”和“中育一号”等优良品种。特别是“中育一号”瓜，皮薄红瓢，肉质细嫩，味甜多汁，含糖度最高可达13度，品质极佳，堪称西瓜中的上品。天兴乡政府、天兴乡农科所还十分重视指导村民科学种植西瓜，采取举办西瓜栽培技术培训班，组织科技攻关小组等形式，不断研究发展西瓜生产。由于天兴地势平坦，昼夜温差大。白天吸热快、增温高，光合作用强，同化物质积累多；晚上气温低，物质消耗少，有利于根系的正常发育和对水份养料的吸收,正适宜于西瓜的生长。根据这一特点，天兴人民在西瓜生产上，不断改进耕作技术，改良品种，提高种植质量，促进了西瓜生产。

### 动植物

#### 野生动物
洪山区是典型的垄岗区域，小山丘上毛皮兽类很少，由于开荒种田，开荒种树，野生动物已濒临绝迹。
哺乳动物，郊区常见的有狗灌、猪罐、黄鼠狼、松鼠、狸猫、刺猬、野兔等。鸟类有雁、鹤、鹳、鸬、鹈、鸥等。在长江里的水生动物有白鳍豚、中华鲟、江豚等；湖池塘的水生动物有鱼、鳖、蟹、虾、鳝、蚌和螺、蛇类等。

#### 家养动物
常见家养动物有耕牛、奶牛、羊、马、驴、骡、生猪、鸡、鸭、鹅、兔、猫、狗、鸽、鹌鹑等。

#### 淡水鱼类
洪山区地处“鱼米之乡”的江汉平原东部。境内湖港纵横，气候温和，雨量充沛，光照时间长，为发展水产养殖业提供了优越的条件。全区有养殖水面16、2488万亩，占全区总面积的38.79％。区内湖泊利用率75.2％，其中青菱乡、洪山乡的利用率分别为93％和87．8％。在总养殖水面中，精养鱼池占20％。
区内鱼类天然品种有136种，常见的有乌鱼（才鱼）、翘嘴（鱼白）、戴氏（鱼白）、蒙古红（鱼白）、红鳍（鱼白）、䲎鱼、鳜鱼、鲥鱼、鮰鱼、银鱼、白鲟等。
养殖品种有11目22科88种，主要有青鱼、鲤鱼、鲩鱼、鲢鱼、鳙鱼（胖头鱼）、鲫鱼（喜头）、鲶鱼、鲴鱼、长春鳊、三解鲂、团头鲂、杂交鲤、乌鲤、黄尾刁、异育银鲫、尼罗罗非鱼、散镜鲤、荷花红鲤和黄鳝等。
其它水产品有螃蟹、甲鱼、鳜鱼等。

#### 名优动物
牲猪共有14个品种。地方品种以大围、太湖、通城猪较好。外来品种中以长白、大白为优。
牛有6个品种，奶牛以黑白花牛较好，耕牛以滨湖水牛，杂交水牛为优。
武昌鱼正宗武昌鱼产于梁子湖，武昌鱼的学名为团头鲂。随着毛泽东一首名词《水调歌头·游泳》在全世界的传播，因而武昌鱼名扬天下。
白鳍豚属哺乳纲、鲸目、齿鲸亚类、喙（鳍）、豚科，是中国古老的特有而又濒临灭绝的物种，被列为国家一级保护动物，白鳍豚在长江繁衍生息分布于长江中、下游、洞庭湖一带，长大后出海环游，每到春季，又结队返回。武汉水生所（南望山）从1980年开始，对白鳍豚进行人工喂养和研究。

## 行政区划
| 街道名称 | 面积(平方公里) | 人口(万人) | 社区居委会(个) | 村委会(个) |
| --- | -------------- | ---------- | -------------- | ---------- |
| 珞南街道 | 15.3           | 24.0       | 26             | -          |
| 关山街道 | 25             | 24.0       | 27             | -          |
| 狮子山街道 | 15.1           | 3.3        | 13             | -          |
| 张家湾街道 | 26             | 6.0        | 18             | -          |
| 梨园街道 | 3.76           | 4.0        | 9              | -          |
| 卓刀泉街道 | 13.5           | 16.0       | 19             | -          |
| 洪山街道 |                |            | 25             | -          |
| 和平街道 | 22             | 15.0       | 25             | -          |
| 青菱街道 | 62.5           | 9.4        | 10             | 1          |
| 八吉府街道 | 54.45          | 2.4        | 1              | 14         |
| 关东街道 |                |            | 27             | -          |
| 花山街道 | 54             | 3.13       | 9              | 13         |
| 左岭街道 | 48             | 4.2        | 6              | 16         |
| 九峰街道 | 48             | 2.2        | 9              | 10         |
| 天兴乡 | 26             | 0.6        | -              | 3          |
| 清谭湖办事处 | 17.19          | 0.7        | -              | 6          |
| 东湖风景区街道（洪山） |                |            | 14             |            |
| 注：1.洪山街道、关东街道、东湖风景区街道（洪山）面积、人口暂无数据。 2.关东街道、花山街道、左岭街道、九峰街道由东湖新技术开发区管理。八吉府街道、清谭湖办事处由化学工业区管理。 3.东湖风景区街道（洪山）的马鞍山苗圃生活区不在社区与村的统计中。 |                |            |                |            |

## 人口
武汉市第七次全国人口普查公报显示：洪山常住人口为1728811人，男性人口占比51.84%，女性人口占比48.16%，年龄结构中0-14岁占比10.76%，15-59岁占比77.09%，60岁以上占比12.14%，65岁以上占比8.09%。

## 经济
2007年,全区完成国内生产总值194.38亿元，按可比口径，比上年增长15%。三次产业占国内生产总值的比重由上年的4.11：32.14：63.75调整为3.35：33.58：63.07。全年新增就业岗位8533个。
全区实现生产总值224.9亿元，比上年增长15.02%；规模以上工业增加值35.5亿元，增长20.95%；全口径财政收入26.5亿元，区级财政收入7.19亿，分别增长 26.2%和22.1%；城镇居民人均可支配收入14698元，农民人均纯收入6901元，分别比上年增长15.21%和10.19%。

### 农业和农村经济
全年完成农业增加值8.1亿元，比上年增长1.88%。实现农林牧渔业总产值13.54亿元，增长1.88%，其中，实现种植业产值7.42亿元，增长8.95%；实现畜牧业产值2.05亿元，下降16.67%；实现林业产值0.05亿元，增长2.04%；实现渔业产值3.89亿元，增长1.04%。全年粮食总产量2.63万吨，增长6.91%；棉花总产量825吨，增长261.9%；油料总产量3857吨，下降5.04%；蔬菜总产量46.58万吨，增长0.02%；生猪出栏10.8万头，增长30.46%；家禽出笼167.09万只，下降41.13%；肉类总产量1.37万吨，下降32.15%；禽蛋产量00.54万吨，下降18.18%；水产品产量4.14万吨，增长7.53%；水果总产量0.53万吨，下降14.51%；牛奶产量0.0553万吨。年末全区农田有效灌溉面积6852公顷。

### 工业
全年完成工业总产值150.23 亿元，比上年增长24.28％，其中，规模以上企业(全部国有及年销售收入500万元以上非国有工业企业)完成工业增加值35.56 亿元，增长20.85%。截至年底，全区共有个体私营工业企业5036个，从业人员20228万余人，全年实现产值217853 万元。全年辖区商业企业实现社会消费品零售总额1861566万元, 比上年增长18.8%。其中，批发零售贸易业完成零售额1657262万元，增长16.4 %；餐饮业完成零售额201641万元，增长23%；其他行业完成零售额2663万元，增长14.3%。截至年底，全区共有登记注册商品交易市场101个，商业从业人员13万人。

### 科技产业
全区科研机构56个，全年实施科技计划项目60项，投资总额3.956亿元。全年实现技工贸总收入83.69亿元，比上年增长28.59%。全年登记科技成果35项，其中，具有国内领先水平的成果29项。全年专利申请2424件。至年末，全区累计申报审批高新技术企业126个，全年实现高新技术产业产值65.5亿元。民营科技企业发展到1008个，其中当年新增196个，全年技术市场签订各类技术合同 104项，合同成交额7.2亿元，比上年增长219%。

### 建筑业
全区有建筑企业199家，从业人员29832人，全年有资质的建筑业完成建筑业总产值356214万元，比上年增长3.6 %。全年完成建筑业增加值6.24万元，比上年增长2.1 %。全年建筑施工企业施工工程质量优良品率达44.1%。全年建筑业劳动生产率13.8 万元/人，比上年增长1.2%。全年建筑企业施工项目303 个，竣工项目126个；施工面积235.6 万平方米，增长5.7%，竣工面积60.9 万平方米，增长5.2 %。

### 固定资产投资
全区完成全社会固定资产投资1077113亿元，完成争取目标102.57%,比上年增长18.04%。其中：城镇投资占投资总额94.87%。全年第一产业完成投资20000万元，同比增长36%；第二产业完成投资16.32万元，同比增长30.5 %；第三产业完成投资89.37 万元，同比增长15.7 %。

### 国内贸易
全年区属商业企业实现社会消费品零售总额1569157元，比上年增长28.2%。各行业中，批发零售贸易业完成零售额1388092元；餐饮业完成零售额176755元；截至年底，全区共有登记注册商品交易市场55个，商业从业人员20 万人。全年区属商业完成销售收入336735万元。

### 对外经济贸易
全年外贸出口创汇4991万美元，比上年增长15.8 %。全年直接利用外资7000万美元，增长14.7%。全区累计批准三资企业210 个，其中当年新增三资企业8个。

### 财政收入与支出
全年实现财政收入265499万元，比上年增长26.2 %，地方财政支出109401万元，增长22.7％。完成地方财政收入71874万元，增长22.5％。

## 社会

### 教育
2007年，全区普通中学41所，在校学生30420人，下降2.66%；职业学校6所，在校学生3533人，增长11.73%；小学67所，在校学生34275人，下降5.33%；幼儿园54所，在园幼儿10898人，增长25.1%；6~11岁人口入学率100%，12岁~14岁人口入学率100%。小学在校生辍学率0%，初中在校生辍学率0.32%。初中生毕业一次合格率99.55%，高中生升学率为89%，其中上省线1655人。全年新建、改扩建中小学校竣工面积13524平方米，改造中小学校危房面积4000平方米。全区累计建立专业技术人员继续教育基地1个，全年完成职工全员培训 5736人次。

### 文体
2007年，全区有文化事业机构3个，其中文化馆1个，影剧院1个，图书馆1个，藏书14.5万册（不包括区内大学图书馆藏书，其中仅华中科技大学图书馆藏书579万余册）；从业人员78人。全年开展大型群众文化活动60次，文化市场管理稽查覆盖率达98%，音像制品案件查处率达100%。2007年中国第八届艺术节，“我哥四”获独唱类群星大奖。摄影作品《家园》或群星奖。
全区共开展大型群众性体育活动180次，参加活动人数3万人，有36万人参加全民健身活动，体育人口达到40万人，组成参加市级以上体育竞赛54人次。

### 医疗卫生
2007年，全区有各类卫生机构508个，其中医院41个。有卫生技术人员5014人，医院病床3076张。平均每千人拥有医生7.6人，拥有医院病床4.7张。全年法定报告传染发病率为109人/10万人，儿童免疫接种率95%以上，达到初级卫生保健规划目标比率为100%，开展社区卫生服务单位比例为100%，食品卫生监督覆盖率100％。

## 交通
- 武九客运专线：武汉站、花山南站、左岭站